# Carolin Fernsebner
Carolin Fernsebner (Ramsau bei Berchtesgaden, 3 novembre 1986) è un'ex sciatrice alpina tedesca specialista delle prove tecniche.

## Biografia
La Fernsebner, attiva in gare FIS dal dicembre del 2001, esordì in Coppa Europa il 21 dicembre 2002 nello slalom gigante di Zwiesel e in Coppa del Mondo il 28 dicembre 2005 nello slalom gigante di Lienz, in entrambi i casi senza completare la gara. Ottenne i primi punti nel massimo circuito internazionale il 3 febbraio successivo con il 26º posto ottenuto nello slalom gigante di Ofterschwang e un mese dopo conquistò la medaglia d'argento nella medesima specialità ai Mondiali juniores del Québec, battuta solo dalla liechtensteinese Tina Weirather.
Il 29 gennaio 2007 a Bansko in slalom gigante salì per la prima volta sul podio in Coppa Europa (2ª) e poco dopo venne convocata per i Mondiali di Åre, sua unica presenza iridata, dove non concluse la prova dello slalom gigante. Sempre nel 2007 e sempre in slalom gigante ottenne la sua unica vittoria in Coppa Europa, il 19 febbraio a La Molina, e il suo miglior piazzamento in Coppa del Mondo, il 18º posto nella gara di Lienz del 28 dicembre.
Il 5 febbraio 2008 ad Abetone salì per l'ultima volta in carriera sul podio in Coppa Europa (2ª in slalom gigante) e il 28 dicembre dello stesso anno fu protagonista di una caduta durante lo slalom gigante di Coppa del Mondo disputato a Semmering, a causa della quale s'infortunò ai legamenti crociati anteriore e posteriore di entrambe ginocchia e fu costretta a rimanere lontana dalle gare per circa un anno. Il 27 novembre 2010 durante lo slalom gigante di Coppa del Mondo di Aspen si infortunò nuovamente alle ginocchia; dopo quella gara non tornò più alle competizioni.

## Palmarès

### Mondiali juniores
- 1 medaglia:
  - 1 argento (slalom gigante a Québec 2006)

### Coppa del Mondo
- Miglior piazzamento in classifica generale: 76ª nel 2008

### Coppa Europa
- Miglior piazzamento in classifica generale: 10ª nel 2007
- 5 podi:
  - 1 vittoria
  - 3 secondi posti
  - 1 terzo posto

#### Coppa Europa - vittorie
| Data             | Località  | Paese  | Specialità |
| ---------------- | --------- | ------ | ---------- |
| 19 febbraio 2007 | La Molina | Spagna | GS         |

Legenda:

GS = slalom gigante

### Campionati tedeschi
- 2 medaglie[2]:
  - 1 oro (slalom gigante nel 2007)
  - 1 argento (slalom speciale nel 2008)
  - 1 bronzo (slalom gigante nel 2006)